# Premiul Memorial Irving G. Thalberg
Premiul Memorial Irving G. Thalberg este acordat periodic de Academy of Motion Picture Arts and Sciences pentru "producători creativi a căror lucrări reflectă o calitate ridicată consistentă a producției de filme". Premiul este numit în onoarea lui Irving Thalberg, legendarul șef de producție al studioului Metro-Goldwyn-Mayer, care a dezvoltat reputația studioului pentru filme sofisticate. Trofeul constă într-un bust al lui Thalberg în locul statuetei Oscar tradiționale. Până în prezent au fost oferite 39 de trofee.

## Lista premianților
- 1937 - Darryl F. Zanuck
- 1938 - Hal B. Wallis
- 1939 - David O. Selznick
- 1941 - Walt Disney
- 1942 - Sidney Franklin
- 1943 - Hal B. Wallis
- 1944 - Darryl F. Zanuck
- 1946 - Samuel Goldwyn
- 1948 - Jerry Wald
- 1950 - Darryl F. Zanuck
- 1951 - Arthur Freed
- 1952 - Cecil B. DeMille
- 1953 - George Stevens
- 1956 - Buddy Adler
- 1958 - Jack Warner
- 1961 - Stanley Kramer
- 1963 - Sam Spiegel
- 1965 - William Wyler
- 1966 - Robert Wise
- 1967 - Alfred Hitchcock
- 1970 - Ingmar Bergman
- 1973 - Lawrence Weingarten
- 1975 - Mervyn LeRoy
- 1976 - Pandro S. Berman
- 1977 - Walter Mirisch
- 1979 - Ray Stark
- 1981 - Albert R. Broccoli
- 1986 - Steven Spielberg
- 1987 - Billy Wilder
- 1990 - David Brown și Richard D. Zanuck
- 1991 - George Lucas
- 1994 - Clint Eastwood
- 1996 - Saul Zaentz
- 1998 - Norman Jewison
- 1999 - Warren Beatty
- 2000 - Dino de Laurentiis
- 2009 - John Calley
- 2010 - Francis Ford Coppola
- 2018 - Kathleen Kennedy și Frank Marshall
- 2024 - Barbara Broccoli și Michael G. Wilson